# Josef Klička
Josef Klička, křtěný Josef Jan (15. prosince 1855, Klatovy – 28. března 1937, Klatovy) byl český houslista, varhaník, hudební skladatel, dirigent a pedagog. Je považován za zakladatele tradice české moderní varhanní improvizace a interpretace, v oblasti kompoziční za českého „varhanního symfonika“ etapy českého hudebního romantismu.

## Život a dílo

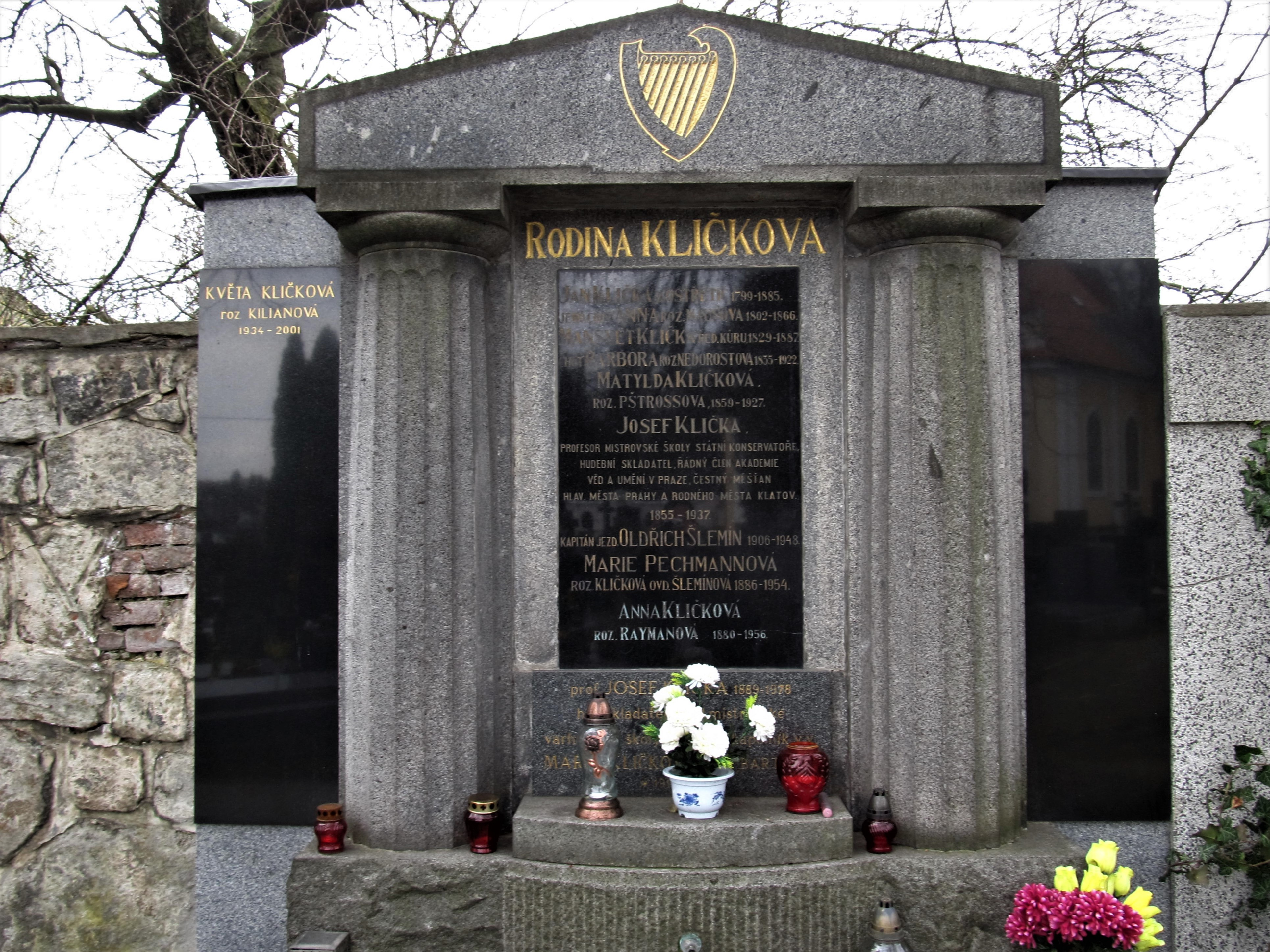
Hrobka rodiny Josefa Kličky na hřbitově v Klatovech

Od dětství se učil hrát na housle, jeho prvním učitelem byl jeho otec, který působil jako ředitel kůru (regenschori) v Klatovech. Studium hry na housle absolvoval na pražské konzervatoři a hrou na housle se i zpočátku živil v divadelním orchestru. Přitom však studoval varhanní hru na varhanické škole v Praze. Jako varhaník začínal hrát na varhany v kostele Nejsv. Trojice a v pražském Emauzském klášteře. Ve Švandově divadle se roku 1876 stal kapelníkem a začal také vyučovat zpěv, od roku 1878 do roku 1881 působil jako kapelník orchestru Prozatímního divadla. Od roku 1885 na pražské konzervatoři vyučoval varhanní hru. V letech 1892 až 1895 na pražské konzervatoři vlastně zastupoval Antonína Dvořáka, který v té době pobýval ve Spojených státech amerických. Již od dob svých studií byl také činný i jako hudební skladatel, skládal sborové písně, kantáty, orchestrální díla, komponoval i pro harfu, nejvíce však proslul jako skladatel velkých novoromanticky laděných skladeb pro varhany. K jejich napsání jej prý vedla jeho vlastní zkušenost z koncertování na tehdy nově dokončených varhanách v pražském Rudolfinu.
Zemřel roku 1937 v Klatovech. Pohřben byl v rodinné hrobce na zdejším městském hřbitově.

## Opera
- Spanilá mlynářka, premiéra 10. června 1886 v Národním divadle[3]

## Diskografie
- CD Josef Klička – five concert fantasies – ARTA 2006
  - Fantasia on the Symphonic poem "Vyšehrad" by Bedřich Smetana
  - Concert fantasia on the St. Wenceslas Chorale
  - Concert fantasia in C minor
  - Concert fantasia in G minor
  - Concert fantasia in sharp minor